# Meowth
Meowth is een Pokémonwezen van het type Normaal. Zijn naam is waarschijnlijk afkomstig van het geluid meow van katten, gecombineerd met het Engelse woord mouth. Meowths leven vooral in steegjes in groepen, met als leider meestal een Persian. Meowth lijkt enigszins op een rechtopstaande kat. Zijn specialiteit is muntjes en eten stelen.
Meowth evolueert op level 28 naar Persian.
In de anime Pokémon hoort Meowth bij Jessie en James van Team Rocket. Hij bedenkt de plannen om Pikachu te vangen en is een van de weinige Pokémon die direct met mensen kan praten.
In de Nederlandse versie is hij ingesproken door Jan Nonhof in de eerste 7 seizoenen. Vanaf seizoen 8 wordt hij ingesproken door Bas Keijzer. Vanaf seizoen 15 wordt hij ingesproken door Fred Meijer.

## Ruilkaartenspel
Er bestaan 17 standaard Meowth kaarten, waarvan er drie enkel in Japan uitgebracht zijn. Verder bestaat er nog een Team Rocket's Meowth kaart, twee Giovanni's Meowth kaarten en een Meowth M-kaart (enkel in Japan). Al deze voorgaanden hebben het type Colorless als element. Er bestaat ook nog een Meowth δ-kaart en een Rocket's Meowth kaart met type Darkness en één Meowth δ-kaart met de types Darkness en Metal.

### Meowth (Noble Victories 102)
Meowth (Japans:  ニャース Nyarth) is een Colorless-type Basis Pokémonkaart. Het maakt deel uit van de Noble Victories-expansie. Hij heeft een HP van 60 en kent de aanvallen Fury Swipes en Pay Day. Beide aanvallen leert Meowth in de spellen; Fury Swipes op level 14 en Pay Day op level 30.